# Siouxsie and the Banshees

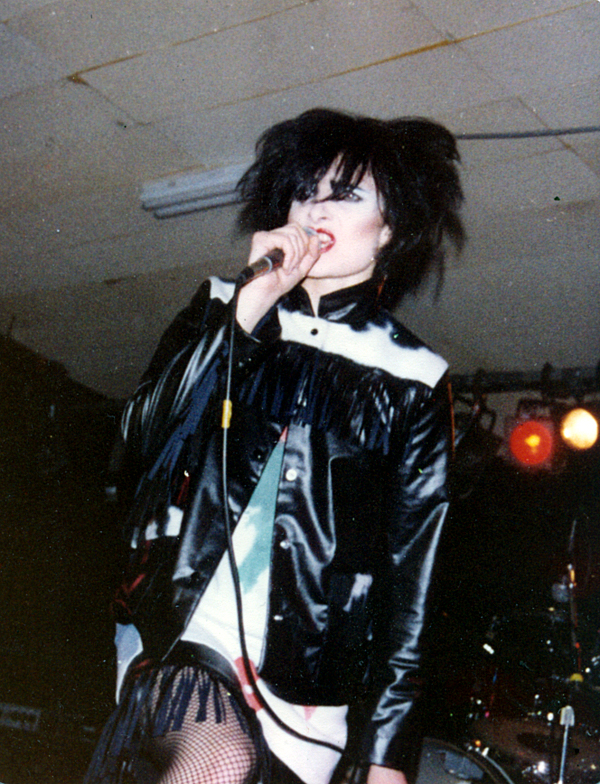
Siouxsie (1980)

Siouxsie and the Banshees was een Britse postpunkband met als belangrijkste leden zangeres Siouxsie Sioux, bassist Steven Severin en drummer Budgie. De band was vooral in de jaren zeventig en tachtig populair.
De bekendste nummers van Siouxsie and the Banshees zijn "Hong Kong Garden", "Happy House", "Christine", "Spellbound", "Arabian knights", "Cities in dust", "Peek-a-Boo"  "Kiss Them for Me" en "Face to Face".
Het werk van Siouxsie and the Banshees was erg invloedrijk. Bands als Joy Division, The Cure, U2, en The Smiths, noemden ze als referenties. Nadat de band eindigde in 1996, een nieuwe lichting muzikanten, waaronder Tricky, Massive Attack, Radiohead, PJ Harvey, en LCD Soundsystem, bleef ze in interviews als inspiratiebron aanhalen.

## Biografie
De naam Siouxsie is afgeleid van een groep indianenstammen die samen de Sioux genoemd worden. In september 1976 vormden Siouxsie en bassist Steven Severin de band Siouxsie and the Banshees. Hun eerste live-optreden was een improvisatie van twintig minuten gebaseerd op de tekst van "The Lord's Prayer", met twee muzikanten die alleen voor dat concert waren ingehuurd, Sid Vicious op drums en Marco Pirroni op gitaar. 
Eind 1977 legde de band de basis van post-punk met gitarist John McKay en drummer Kenny Morris toen ze het nummer "Metal Postcard" in première brachten op de BBC-radio tijdens een John Peel-sessie. In 1978 tekende de band een contract bij Polydor en verscheen de single "Hong Kong Garden". Dit nummer droeg Siouxsie op aan haar plaatselijke afhaalchinees, als protest tegen racistisch geweld. Hun debuutalbum The Scream (1978) was een pionier in de donkere, hoekige postpunk met machine-achtige drums, gekartelde gitaren en leidende baslijnen.
In 1979 verscheen hun tweede album Join Hands. De hoesillustraties uit de Eerste Wereldoorlog refereren aan het nummer Poppy Day over de klaprozen (Engels "poppies") op de grafvelden in Vlaanderen. Na Join Hands verlieten John McKay (gitaar) en Kenny Morris (drums) de band, vlak voor een optreden in Aberdeen op 7 september 1979. The Cure stond in het voorprogramma en hun frontman Robert Smith bood zich ter plekke aan als invalgitarist. Ook later verleende hij diensten aan de band.
Met de komst van gitarist John McGeoch (ex-Magazine) en drummer Budgie (ex-The Slits) nam de band Kaleidoscope (1980) op, een eclectisch album met verschillende kleuren dat de top 5 van de UK Albums Chart. Kaleidoscope bevatte de popsingles "Happy House" en "Christine". In 1981 werd het album Juju (met de singles "Spellbound" en "Arabian Knights") uitgebracht: daarop stond een Afrikaans beeld uit het Horniman Museum in  Forest Hill, Londen. op de omslag. Het jaar daarop kwam het album A Kiss in the Dreamhouse uit, dat geïnspireerd was door psychedelische muziek.
The Cure-gitarist Robert Smith verving McGeoch eind 1982; de band nam met hem een live-album en dvd Nocturne (1983) op, waarna hij met hen het album Hyaena (1984) componeerde. In deze periode brachten Siouxsie en drummer Budgie ook het debuutalbum van hun tweede band The Creatures uit: Feast stelde hen in staat om exotica in hun composities op te nemen, met een muziek die meer op percussie berust. 
De single "Cities in Dust" (1985) en het album Tinderbox (1986), opgenomen met gitarist John Carruthers, stelden de band in staat een nieuw publiek in Nederland te bereiken, aangezien beide platen de hitlijsten binnenkwamen. Begin 1987 zag een coversalbum Through The Looking Glass het licht.
The Banshees werden een kwintet in 1988 toen ze multi-instrumentalist Martin McCarrick en gitarist Jon Klein rekruteerden. De albums Peepshow (1988) en Superstition (1991) zagen de band evolueren, met behulp van cello en zelfs accordeon op bepaalde nummers, zoals op de Britse hit-single "Peek-a-Boo" (1988) . Ze waren de tweede headliners van de eerste editie van de Lollapolooza in 1991: dat jaar hadden ze ook een hitsingle in de VS met de single "Kiss Them for Me", die nummer 23 bereikte in de verkoophitlijst.
Siouxsie and the Banshees namen met Danny Elfman het nummer Face to Face op voor de soundtrack van de film Batman returns uit 1992; filmregisseur Tim Burton had contact met hen opgenomen om een nummer voor de film te schrijven.  Hun laatste album The Rapture verscheen in januari 1995.
In 1996 ging de band uit elkaar. Siouxsie en Budgie richtten zich op The Creatures, hun project sinds 1981, en Steven Severin ging zich bezighouden met kunst en filmmuziek. In 2002 kwam de groep tijdelijk terug bij elkaar voor het reünietournee Seven Year Itch.
In 2004 volgde Siouxsie's solotournee Dreamshow. Deze ging onder de naam An Evening With Siouxsie naar de Royal Festival Hall in Londen, met Siouxsie en The Creatures, aangevuld met Leonard Eto van het Japanse Taiko-drumgezelschap Kodō en The Millennia Ensemble, een klassiek orkest. In juli 2006 tekende Siouxsie een platencontract met Universal. In de zomer van 2007 verschenen de single Into a Swan en het solo-album Mantaray.
In 2022 hield Siouxsie toezicht op de tracklisting van All Souls, een compilatie van 10 nummers van de band voor een "herfstviering", waaronder Spellbound (gebruikt om Stranger Things - seizoen 4) te beëindigen, Fireworks, Peek-a-Boo, plus albumtracks en rariteiten. Het werd uitgebracht op zwart vinyl en ook op oranje vinyl.
In 2023, kondigde ze een geremasterde heruitgave van Mantaray aan ter gelegenheid van haar 65e verjaardag. Mantaray werd in juli 2023 opnieuw uitgebracht op vinyl en cd. In oktober wordt The Rapture ter gelegenheid van Nationale Albumdag opnieuw uitgebracht op doorschijnend turquoise dubbelvinyl.
In 2024 werd Through the Looking Glass opnieuw uitgebracht op kristalhelder vinyl met nieuw artwork met een spiegeleffecthoes, via online retailers.
In mei 2025 bracht John Mckay zijn debuutsoloalbum Sixes And Sevens uit op vinyl en cd; het album bevat nummers opgenomen tussen 1980 en 1989. Sommige van de nummers geproduceerd in 1980 met Kenny Morris op drums gaven een glimp van de richting die de Banshees zouden zijn ingeslagen als McKay in de band was gebleven.

## Artiesten die de liedjes van Siouxsie hebben gecoverd
- Tricky: "Tattoo" (Nearly God album)[8]
- Massive Attack: "Metal Postcard" (The Jackal album)[9]
- LCD Soundsystem: "Slowdive" (B-side:"Disco Infiltrator" single)[12]
- Jeff Buckley "Killing Time" (live WFMU Studios radio, East Orange, NJ, 10.11.92)[19]
- The Mars Volta: "Pulled to Bits" ("Wax Simulacra" CD single 2007)
- Red Hot Chili Peppers "Christine" (live V2001 festival).[20]
- Faith No More "Switch" (live Melbourne, Festival Hall, - 25 Feb 2010)[21]
- The Weeknd: "House of balloons / Glass table girls" (trilogy 2012) (Siouxsie's lied: Happy house)

## Discografie

### Albums: Siouxsie and the Banshees + The Creatures (Siouxsie & Budgie) + Siouxsie (solo)
| Album met eventuele hitnotering(en) in de Nederlandse Album Top 100 | Datum van verschijnen | Datum van binnenkomst | Hoogste positie | Aantal weken | Opmerkingen |
| ------------------------------------------------------------------- | --------------------- | --------------------- | --------------- | ------------ | ----------- |
| The Scream                                                          | 1978                  |                       |                 |              |             |
| Join hands                                                          | 1979                  |                       |                 |              |             |
| Kaleidoscope                                                        | 1980                  |                       |                 |              |             |
| Juju                                                                | 1981                  |                       |                 |              |             |
| Once upon a time - the singles                                      | 1981                  |                       |                 |              |             |
| A kiss in the dreamhouse                                            | 1982                  |                       |                 |              |             |
| Feast (The Creatures: Siouxsie & Budgie)                            | 1989                  |                       |                 |              |             |
| Nocturne (live)                                                     | 1983                  |                       |                 |              |             |
| Hyaena                                                              | 1984                  |                       |                 |              |             |
| Tinderbox                                                           | 1985                  | 3-5-1986              | 26              | 9            |             |
| Through the looking glass                                           | 1987                  | 21-3-1987             | 51              | 7            |             |
| Peepshow                                                            | 1988                  |                       |                 |              |             |
| Boomerang (The Creatures)                                           | 1989                  |                       |                 |              |             |
| Superstition                                                        | 1991                  |                       |                 |              |             |
| Twice upon a time - the singles                                     | 1992                  |                       |                 |              |             |
| The rapture                                                         | 1995                  |                       |                 |              |             |
| A Bestiary of (The Creatures)                                       | 1997                  |                       |                 |              |             |
| Anima Animus (The Creatures)                                        | 1999                  |                       |                 |              |             |
| U.S. Retrace (The Creatures)                                        | 1999                  |                       |                 |              |             |
| The best of Siouxsie and the Banshees                               | 2002                  |                       |                 |              |             |
| The seven year itch (live)                                          | 2003                  |                       |                 |              |             |
| Hai! (The Creatures)                                                | 2003                  |                       |                 |              |             |
| Downside up (boxset met 55 B-kantjes)                               | 2004                  |                       |                 |              |             |
| Voices On The Air (live)                                            | 2006                  |                       |                 |              |             |
| Mantaray (Siouxsie solo)                                            | 2007                  |                       |                 |              |             |
| At The BBC (live)                                                   | 2009                  |                       |                 |              |             |
| All Souls (compilatie)                                              | 2022                  |                       |                 |              |             |

### Singles: Siouxsie and the Banshees + The Creatures (Siouxsie & Budgie) + Siouxsie (solo)
| Single met eventuele hitnotering(en) in de Nederlandse Top 40 | Datum van verschijnen | Datum van binnenkomst | Hoogste positie | Aantal weken | Opmerkingen |
| ------------------------------------------------------------- | --------------------- | --------------------- | --------------- | ------------ | ----------- |
| Hongkong garden                                               | 1978                  |                       |                 |              |             |
| The staircase (mystery)                                       | 1979                  |                       |                 |              |             |
| Playground twist                                              | 1979                  |                       |                 |              |             |
| Mittageisen                                                   | 1979                  |                       |                 |              |             |
| Happy House                                                   | 1980                  |                       |                 |              |             |
| Christine                                                     | 1980                  |                       |                 |              |             |
| Israel                                                        | 1980                  |                       |                 |              |             |
| Spellbound                                                    | 1981                  |                       |                 |              |             |
| Arabian knights                                               | 1981                  |                       |                 |              |             |
| Fireworks                                                     | 1982                  |                       |                 |              |             |
| Slowdive                                                      | 1982                  |                       |                 |              |             |
| Melt!                                                         | 1982                  |                       |                 |              |             |
| Miss The Girl (The Creatures = Siouxsie & Budgie)             | 1983                  |                       |                 |              |             |
| Right Now (The Creatures)                                     | 1983                  |                       |                 |              |             |
| Dear Prudence                                                 | 1983                  | 26-11-1983            | tip             |              |             |
| Swimming horses                                               | 1984                  |                       |                 |              |             |
| Dazzle                                                        | 1984                  |                       |                 |              |             |
| Cities in dust                                                | 1985                  | 23-11-1985            | tip             |              |             |
| Candyman                                                      | 1986                  |                       |                 |              |             |
| This Wheel's on Fire                                          | 1987                  |                       |                 |              |             |
| The passenger                                                 | 1987                  |                       |                 |              |             |
| Song from the edge of the world                               | 1987                  |                       |                 |              |             |
| Peek-a-boo                                                    | 1988                  |                       |                 |              |             |
| The killing jar                                               | 1988                  |                       |                 |              |             |
| The last beat of my heart                                     | 1988                  |                       |                 |              |             |
| Standing There (The Creatures)                                | 1989                  |                       |                 |              |             |
| Fury Eyes (The Creatures)                                     | 1990                  |                       |                 |              |             |
| Kiss them for me                                              | 1991                  |                       |                 |              |             |
| Shadowtime                                                    | 1991                  |                       |                 |              |             |
| Fear (of the unknown)                                         | 1991                  |                       |                 |              |             |
| Face to face                                                  | 1992                  |                       |                 |              |             |
| O baby                                                        | 1994                  |                       |                 |              |             |
| Stargazer                                                     | 1995                  |                       |                 |              |             |
| 2nd Floor (The Creatures)                                     | 1998                  |                       |                 |              |             |
| Say (The Creatures)                                           | 1999                  |                       |                 |              |             |
| Prettiest Thing (The Creatures)                               | 1999                  |                       |                 |              |             |
| Godzilla ! (The Creatures)                                    | 1983                  |                       |                 |              |             |
| Into a Swan (Siouxsie solo)                                   | 2007                  |                       |                 |              |             |
| Here Comes That Day (Siouxsie solo)                           | 2007                  |                       |                 |              |             |
| About To Happen (Siouxsie solo)                               | 2008                  |                       |                 |              |             |
| Love Crime (Siouxsie solo)                                    | 2015                  |                       |                 |              |             |

### Dvd: Siouxsie and the Banshees + Siouxsie (solo)
- 2003: The Seven Year Itch [Live] (London 2002)
- 2003: The Best of (promo videos: 1 dvd + 2 cd's)
- 2005: Dreamshow [Live] (Siouxsie solo) (London 2004)
- 2006: Nocturne [Live] (London 1983 met Robert Smith)
- 2009: At The BBC [Live] (1 dvd + 3 cd's)
- 2009: Finale: The last Mantaray and more concert [Live] (Siouxsie solo) (London 2008)

### Samenwerkingen van Siouxsie met andere kunstenaars
- Morrissey & Siouxsie: "Interlude" - single (1994)
- Hector Zazou: "The Lighthouse" - album: Chansons Des Mers Froides (1995)
- Marc Almond: "Threat of Love" - album: Open All Night (1999)
- Basement Jaxx: "Cish Cash" - album: Kish Kash (2003)
- Angelo Badalamenti: "Careless Love" - album: The Edge of Love (film) (2008)